# Amplified: A Decade of Reinventing the Cello
Amplified: A Decade of Reinventing the Cello je kompilace finské kapely Apocalyptica.

## Seznam skladeb

### CD 1: Instrumentální
1. „Enter Sandman“ – 3:41
2. „Harmageddon“ – 4:56
3. „Nothing Else Matters“ – 4:48
4. „Refuse/Resist“ – 3:13
5. „Somewhere Around Nothing“ – 4:10
6. „Betrayal/Forgiveness“ – 5:13
7. „Farewell“ – 5:32
8. „Master of Puppets“ – 6:03
9. „Hall of the Mountain King“ – 3:29
10. „One“ – 5:45
11. „Heat“ – 3:22
12. „Cohkka“ – 4:29
13. „Kaamos“ – 4:44
14. „Deathzone“ – 4:36
15. „Angel of Death“ – 3:52

### CD 2: Zpívané
1. „Repressed“ (feat. Max Cavalera & Matt Tuck) – 4:27
2. „Path Vol.2“ (feat. Sandra Nasic) – 3:24
3. „Bittersweet“ (feat. Lauri Ylönen & Ville Valo) – 4:26
4. „Hope Vol.2“ (feat. Matze Sayer) – 4:03
5. „En Vie“ (feat. Emmanuelle Monet of Dolly) – 3:28
6. „Faraway Vol.2“ (feat. Linda Sundblad) – 5:12
7. „Life Burns“ (feat. Lauri Ylönen) – 3:08
8. „Seemann“ (feat. Nina Hagen) – 5:20